# マケドニアのハルパロス
ハルパロス（古希: Ἅρπαλος Harpalos、生年不詳 - 紀元前323年）は、マケドニア王アレクサンドロス3世に仕えた財務官。アテナイ政界を巻き込んだ疑獄事件（ハルパロス事件）を起こした。

## 生涯
マカタスの子ハルパロスは、アレクサンドロスの親しい友人の一人であり、アレクサンドロスが王になる前に彼が父のピリッポス2世と仲違いして追放された時に一緒に追放された人物の一人であった。アレクサンドロスは父王の死後王位に上って紀元前334年にペルシア遠征の途につき、ハルパロスもまた同行した（将軍としてではなく文官として）。そして、アレクサンドロスが紀元前331年にシュリアを制圧すると、彼によってハルパロスはフェニキアで軍用金庫を管理する財務官に任命された。この時ハルパロスはタウリスコスなる人物に唆されてメガリスに脱走したが、王との友情のためか罪状を咎められることなく復職した。翌紀元前330年、ハルパロスはエクバタナの財物の管理のために同地に転任した。
さらにその後、アレクサンドロスがインドへの遠征に向うとハルパロスはバビュロンの財物の管理を委ねられるようになったが、彼は王は最早生きて帰ってくることはあるまいと考え、管理を委ねられていた公金を横領して放蕩生活にふけった。彼はアテナイから呼び寄せたピュトニケという高級娼婦を寵愛して彼女のために多額の金銭を蕩尽し、彼女が死ぬと200タラントンという大金を費やして記念碑を立てた。彼は彼女とは結婚してさえいたとも言われる。彼女の死後、彼はグリュケラという高級娼婦を愛し、自分に冠を捧げる時には彼女にも捧げるようにさせて彼女を女王と呼ばせ、彼女の像を立てた。
しかし、予想を裏切って紀元前323年にアレクサンドロスはインドから帰還してきた。彼はハルパロスのようにアレクサンドロスが帰ってくることはあるまいと高をくくって好きを勝手していた太守たちを粛清しだし、ハルパロスは身の危険を感じて5000タラントンの銀と6000人の傭兵を引き連れ、30隻の船でアテナイへと逃亡した。なお、アレクサンドロスはなぜかハルパロスに絶大な信頼を置いていたようで、彼の逃亡を最初は信じずにこれを知らせたエフィアルテスとキッソスを嘘を訴えたとして捕らえて監禁したという。一方、アテナイに着いたハルパロスは金をアテナイの有力者にばら撒いて彼らの支持と保護を得ようとしたが、マケドニア側からの彼の身柄引渡しの要請を受けると、アテナイの民会での票決の結果国外退去を命じられた。この時彼によって買収された人物の中にはデモステネスもいたとされ、彼はそのために後に追訴を受けて追放され、その一方でフォキオンはデモステネスの35倍の金銭を提示されたにもかかわらず、それを拒んで親切心からハルパロスにアテナイを出て行くよう忠告した。その後、ハルパロスはタイナロン岬からクレタ島へと向ったが、そこで付き従っていた友人の一人ティブロンに殺された。

## 註
1. ↑  澤田 2024, p. 200.
2. 1 2  アッリアノス, III. 6
3. ↑  プルタルコス, 「アレクサンドロス」, 10
4. ↑  アッリアノス, III. 19
5. 1 2 3  ディオドロス, XVII. 108
6. ↑  アテナイオス, XIII. 594c-595b
7. 1 2  パウサニアス, I. 37. 5
8. ↑  アテナイオス, XIII. 595d
9. ↑  クルティウス, X. 2. 1
10. ↑  プルタルコス, 「アレクサンドロス」, 41
11. 1 2  クルティウス, X. 2. 3
12. ↑  プルタルコス, 「デモステネス」, 25
13. ↑  ディオドロス, XVIII. 13
14. ↑  プルタルコス, 「フォキオン」, 21
15. ↑  ディオドロス, XVII. 108, XVIII. 19